# Misión del bibliotecario
Misión del bibliotecario (1935) es una obra de José Ortega y Gasset. Con este texto el autor determina la misión personal y profesional del bibliotecario y realiza un recorrido histórico dando un repaso a los orígenes y evolución del libro, las bibliotecas y la profesional bibliotecaria.

## Argumento
El origen del documento se remonta al Congreso Internacional de Bibliotecarios en Madrid de 1935, en el que Ortega dictó como ponencia inaugural "La misión del bibliotecario".En el texto se analizan las tareas que los profesionales de la Biblioteconomía deberán realizar en un entorno bibliotecario a partir del siglo XX, con el fin de facilitar y orientar los servicios bibliotecarios hacia los usuarios, a través de los libros y la biblioteca, que es una de las instituciones fundamentales que el hombre ha creado para preservar y difundir la cultura.
Ortega y Gasset había previsto las situaciones a las que los bibliotecarios tendría que enfrentarse, es decir, en este texto se encomienda una misión al bibliotecario en sus tareas. 
El ensayista dijo que el bibliotecario se había ocupado del libro como objeto material hasta el momento, y “desde hoy tendrá que atender al libro como función viviente”.
Ortega y Gasset marcó como una de las misiones esenciales del bibliotecario las referidas la gestión, planificación y reglamentación de la bibliotecas, con una visión más profunda del concepto "Biblioteca". Dentro de está misión principal, Ortega, quiso involucrar a los bibliotecarios en el pleno proceso de la producción, control y conocimiento del libro.